# De babyvampier
De babyvampier is het 80ste stripverhaal van De Kiekeboes. De reeks wordt getekend door striptekenaar Merho. Het album verscheen in februari 1999.

## Verhaal
De vampiers (Mona, Benny en opa Vladimir) doen, samen met dokter Van Pier en zuster Bloedwijn, opnieuw hun intrede. Ze speelden al mee in twee andere albums (Het witte bloed en De kus van Mona). Mona wordt moeder van een baby, Vladje. Maar door een ongelukkig toeval belandt de baby bij Balthazar, die denkt dat het zijn baby is. Aangezien Mona en Benny op het moment van de verdwijning niet thuis waren, wil zuster Bloedwijn koste wat het kost vermijden dat ze te weten komt dat haar baby vermist is. Ze steelt de baby van Mikal, de kleinzoon van opa Vladimir. Zo heeft Mona als het ware een 'vervangbaby'. Maar dat geeft een hoop problemen.